# Àngel Pellicer i Garrido
Àngel Carlos Pellicer i Garrido (Tarragona, 5 d'agost de 1948) és un metge català. Es llicencià en medicina i cirurgia a la Universitat de València el 1971. El 1971 marxà a Madrid, on es va doctorar el 1976 gràcies al seu treball a l'Institut Gregorio Marañón del CSIC. El 1976 marxà a l'Institut de Recerca del Càncer de la Universitat de Colúmbia de Nova York, on treballà en genètica biomolecular i en transferència genètica, en particular els mecanismes moleculars de l'oncogènesi. Dirigeix el laboratori d'investigació sobre mecanismes moleculars del càncer al Departament de Patologia de l'Escola de Medicina de la Universitat de Nova York. De 1981 a 1986 hi va treballar com a professor ajudant, de 1986 a 1991 com a professor associat i des del 1991 com a catedràtic. De 1986 a 1991 formà part de la Comissió de Patologia de l'Instituto Nacional de la Salud (INSALUD).
El 1994 va rebre la Medalla Narcís Monturiol al mèrit científic de la Generalitat de Catalunya per la seva tasca de recerca centrada en el desenvolupament de les tècniques que han possibilitat la transferència gènica utilitzant ADN cel·lular i el seu ús per a l'aïllament i caracterització d'oncogens. És membre de l'Acadèmia Internacional d'Oncologia, de la Secció de Ciències Biològiques de l'Institut d'Estudis Catalans i de la Societat Catalana de Biologia., així com de l'Acadèmia de Medicina de València i editor associat de la revista Cancer Research. Ha rebut el premi Duran i Reynals de 1984, el Premi de Leukemia Society of America de 1986 i el Premi de l'Associació Espanyola contra el Càncer de 1988. El 1997 fou investit doctor honoris causa per la Universitat Rovira i Virgili i el 2001 va rebre la Medalla Josep Trueta al mèrit sanitari de la Generalitat de Catalunya. També ha estat guardonat amb la Medalla d'Argent de la ciutat de Tarragona.